# Міндерево
Мінде́рево (рос. Миндерево, удм. Миндэр) — присілок в Малопургинському районі Удмуртії, Росія.
Урбаноніми:
- вулиці — Братів Коростельових, Лісова, Молодіжна, Нагірна, Нова, Польова, Радгоспна, Радянська, Садова, Травнева

## Населення
Населення — 752 особи (2010; 676 в 2002).
Національний склад станом на 2002 рік:
- удмурти — 91 %